# 光叶火绳
光叶火绳（学名：Eriolaena glabrescens），为梧桐科火绳树属下的一个植物种。